# 8 Brygada Kadrowa Strzelców
8 Brygada Kadrowa Strzelców (8 BKS) – kadrowa brygada piechoty Polskich Sił Zbrojnych.

## Historia brygady
8 Brygada Kadrowa Strzelców została sformowana w lutym 1941 roku, w Szkocji, w składzie I Korpusu Polskiego. Podstawę organizacji stanowił rozkaz L.4160/tjn.41 dowódcy I Korpusu. Na jego podstawie 28 lutego 1941 roku ze składu 7 Brygady Kadrowej Strzelców został wyłączony Oddział Wydzielony 7 Brygady Kadrowej Strzelców w Kirkcaldy. Oddział ten stał się zalążkiem nowej brygady kadrowej.
Po zakończeniu organizacji brygada stanowiła odwód dowódcy korpusu w m. Kirkcaldy. W lipcu tego samego roku jednostka została rozwiązana, a jej kadra przeniesiona do pozostałych brygad. Między innymi 11 lipca dowódca I KP zarządził przeniesienie siedemdziesięciu dziewięciu oficerów do 3 Brygady Kadrowej Strzelców. 18 lipca została przekazana do 3 BKS część uzbrojenia, a mianowicie czterdzieści dziewięć karabinów z bagnetami i 9500 naboi, sześć karabinów maszynowych Bren i 13.543 naboje oraz trzy pistolety maszynowe Thompson i 7200 naboi.
Na podstawie rozkazu L.dz. 774/Szef.Sąd./Tjn./41 Naczelnego Wodza i Ministra Spraw Wojskowych z 30 września 1941 roku zostały zniesione sądy polowe przy 4, 5, 7 i 8 Brygadach Kadrowych Strzelców, a w ich miejsce został utworzony 2 sąd polowy przy Brygadzie Szkolnej.

## Ordre de Bataille i obsada personalna brygady
- Kwatera Główna 8 Brygady Kadrowej Strzelców
- batalion kadrowy strzelców
- batalion kadrowy strzelców
- batalion kadrowy strzelców
- 8 pluton kadrowy żandarmerii - por. Zbigniew Bojarski
- 8 sąd polowy

## Obsada personalna dowództwa
- dowódca brygady - płk Kazimierz Rumsza
- zastępca dowódcy - płk dypl. Józef Kobyłecki